# كريس ريتشارد (سائق سيارة سباق)
كريس ريتشارد (بالألمانية: Kris Richard)‏ هو سائق سيارة سباق سويسري، ولد في 20 نوفمبر 1994 في ثون في سويسرا.

## وصلات خارجية
- الموقع الرسمي
- كريس ريتشارد على موقع DriverDB.com (الإنجليزية)